# Bleigny-le-Carreau
Bleigny-le-Carreau är en kommun i departementet Yonne i regionen Bourgogne-Franche-Comté i norra Frankrike. Kommunen ligger i kantonen Auxerre-Est som tillhör arrondissementet Auxerre. År 2022 hade Bleigny-le-Carreau 282 invånare.

## Befolkningsutveckling
Antalet invånare i kommunen Bleigny-le-Carreau
| Referens: INSEE |